# Шамура, Даниил Игнатьевич
Даниил Игнатьевич Шамура (9 декабря 1918, Дзыговка — 16 декабря 1997, Винницкая область) — командир роты противотанковых ружей 970-го стрелкового полка 255-й стрелковой дивизии 57-й армии Южного фронта, старший лейтенант. Герой Советского Союза.

## Биография
Родился 9 декабря 1918 года в селе Дзыговка ныне Ямпольского района Винницкой области Украины в крестьянской семье. Украинец. Член ВКП(б)/КПСС с 1942 года. В 1937 году окончил Буднянский агрономический техникум. Работал агрономом Ямпольской МТС.
В Красной Армии с 1939 года. Участник освободительного похода советских войск в Западную Украину и Западную Белоруссию 1939 года. В 1941 году окончил Московское военно-инженерное училище, в 1942 году — курсы «Выстрел».
На фронте в Великую Отечественную войну с июля 1941 года. Сражался с вражескими захватчиками на Юго-Западном, Сталинградском, 1-м Прибалтийском и 4-м Украинском фронтах. Командовал стрелковым взводом, затем до января 1942 года — сапёрной ротой, а впоследствии — ротой ПТР. Был пять раз ранен.
Первый вражеский танк лейтенант Даниил Шамура уничтожил связкой гранат в 1941 году под Смоленском. Через неделю на минах, которые он установил вместе с бойцами вверенного ему сапёрного взвода, подорвались ещё два танка.
Командир роты ПТР 970-го стрелкового полка комсомолец старший лейтенант Шамура Д. И. в бою у совхоза «Правда» Донецкой области Украины 31 января 1942 года огнём роты бронебойщиков отразил контратаку танков противника, лично подбив два из них. В этом бою был тяжело ранен.
Указом Президиума Верховного Совета СССР «О присвоении звания Героя Советского Союза начальствующему и рядовому составу Красной Армии» от 5 мая 1942 года за «образцовое выполнение боевых заданий командования на фронте борьбы с немецкими захватчиками и проявленные при этом отвагу и геройство» удостоен звания Героя Советского Союза с вручением ордена Ленина и медали «Золотая Звезда».
С 5 мая 1944 года гвардии майор Шамура Д. И. — командир 84-го гвардейского стрелкового полка 33-й гвардейской стрелковой дивизии.
После войны Д. И. Шамура продолжал службу в армии. В 1948 году он окончил Военную академию имени М. В. Фрунзе. Стал кандидатом военных наук, доцентом. С 1966 года полковник Д. И. Шамура — в запасе.
До ухода на заслуженный отдых работал начальником кафедры Крымского ордена «Знак Почёта» сельскохозяйственного института имени М. И. Калинина в городе Симферополь. Умер 16 декабря 1997 года. Похоронен в городе Ямполь Винницкой области.
Награждён орденами Ленина, Александра Невского, Отечественной войны 1-й и 2-й степеней, Красной Звезды, медалями.
Имя Героя было присвоено пионерским дружинам Дзыговской средней школы Ямпольского района Винницкой области Украины.